# Halichoeres cosmetus
Halichoeres cosmetus Randall & Smith, 1982 è un pesce di mare appartenente alla famiglia Labridae.

## Distribuzione e habitat
Proviene dalle barriere coralline dell'oceano Indiano; è diffuso sia sulla costa orientale dell'Africa (Sudafrica, Socotra) che intorno alle isole come Chagos, Seychelles e Mauritius. Vive fino a circa 30 m di profondità.

## Descrizione
Il corpo è allungato, piuttosto compresso sui lati e la testa ha un profilo appuntito. La pinna caudale ha il margine arrotondato. La lunghezza massima registrata è di 13 cm.
Presenta una colorazione composta da striature verdi e arancioni-rosate; il ventre è tendente al giallastro pallido. Le pinne sono degli stessi colori del corpo, ma sulla pinna dorsale sono presenti, nei giovani, due grandi macchie scure con il bordo chiaro.

## Comportamento
Anche se può formare piccoli gruppi, spesso nuota solitario.

## Conservazione
A parte la cattura per l'allevamento in acquario, comunque non molto frequente, non sembrano esserci pericoli che possano minacciare questa specie. La lista rossa IUCN lo classifica come "a rischio minimo" (LC).